# UAE Arabian Gulf Super Cup
Der UAE Super Cup ist ein seit 2008 ausgetragener Fußball-Pokalwettbewerb, bei dem der Meister der UAE Arabian Gulf League gegen den Pokalsieger der vorangegangenen Saison spielt.

## Sieger
| Jahr | Meister                   | Ergebnis(se)         | Pokalsieger 1  |
| ---- | ------------------------- | -------------------- | -------------- |
| 2008 | al-Shabab Al Arabi        | 0:1 n. V.            | al-Ahli        |
| 2009 | al-Ahli                   | 2:2 n. V.; 3:5 i. E. | al-Ain Club    |
| 2010 | al-Wahda                  | 1:3                  | Emirates Club  |
| 2011 | al-Jazira Club            | 2:2 n. V.; 6:7 i. E. | al-Wahda       |
| 2012 | al-Ain Club               | 0:0 n. V.; 5:4 i. E. | al-Jazira Club |
| 2013 | al-Ain Club               | 0:0 n. V.; 2:3 i. E. | al-Ahli        |
| 2014 | al-Ahli                   | 1:0                  | al-Ain Club    |
| 2015 | al-Ain Club               | 4:2                  | al-Nasr SC     |
| 2016 | al-Ahli                   | 2:1                  | al-Jazira Club |
| 2017 | al-Jazira Club            | 0:2                  | al-Wahda       |
| 2018 | al-Ain Club               | 3:3 n. V.; 3:4 i. E. | al-Wahda       |
| 2019 | Sharjah FC                | 3:3 n. V.; 4:3 i. E. | al-Ahli        |
| 2022 | Sharjah FC                | 0:1                  | al-Ahli        |
| 2021 | al-Jazira Club            | 1:1 n. V.; 5:3 i. E. | al-Ahli        |
| 2022 | Sharjah FC                | 1:0                  | al Ain Club    |
| 2023 | al-Ahli                   | 6:2                  | Sharjah FC     |
| 2024 | Shabab Al Ahli Dubai Club | 2:2 (4:1 i. E.)      | al-Wasl        |

### Rekordsieger
| Nr. | Verein         | Anzahl | Siegerjahre                        |
| --- | -------------- | ------ | ---------------------------------- |
| 1   | al-Ahli        | 6      | 2008, 2013, 2014, 2016, 2023, 2024 |
| 2   | al-Ain Club    | 3      | 2009, 2012, 2015                   |
|     | al-Wahda       | 3      | 2011, 2017, 2018                   |
| 3   | Sharjah FC     | 2      | 2019, 2022                         |
| 4   | Emirates Club  | 1      | 2010                               |
|     | al-Jazira Club | 1      | 2021                               |